# Longitarsus laosensis
Longitarsus laosensis es un coleóptero de la familia Chrysomelidae. Fue descrita científicamente en 2004 por Medvedev.